# NGC 6933
NGC 6933 est une paire d'étoiles située dans la constellation du Dauphin,. L'astronome suédois Herman Schultz (en) a enregistré la position de cette paire le 14 septembre 1865.